# Edward Trevelyan
Edward Trevelyan, né le 14 août 1955 à San Pedro (Los Angeles), est un skipper américain.

## Carrière
Edward Trevelyan participe aux Jeux olympiques de 1984 à Los Angeles et remporte la médaille d'or dans l'épreuve du soling.